# Кокорич, Михаил Валерьевич
Михаил Валерьевич Кокорич (род. 11 октября 1976, п. Агинское, Читинская область) — российский, а позже швейцарский предприниматель, основатель нескольких технологических компаний, в том числе в космической отрасли. В 2021 году является руководителем компании Destinus, основанной им в Швейцарии.
Кокорич основал более 20 компаний, в числе которых «Даурия» и розничная сеть «Уютерра». В разное время возглавлял компании «Техносила» и Ilim Timber Industry.
С 2022 года живёт в Швейцарии. 12 января 2024 года Кокорич отказался от российского гражданства.

## Образование
Михаил получил высшее образование на Физическом факультете Новосибирского государственного университета в 1997 году.
В 2003 году окончил Школу бизнеса в Стэнфорде, годом позже — Новосибирский государственный университет экономики и управления.
В 2010 году учился в Московской школе управления «Сколково».

## Карьера
В 1997 году М. В. Кокорич основал компанию Даурия, которая занималась поставками химических реагентов, затем взялась за системы водоочистки.
С 2002 по 2004 год он был главой российско-французской компании «Койоми интернэшнл».
В 2004 году Кокорич основал сеть магазинов «ЧудоДом», которая объединилась с другими региональными сетями во время кризиса 2008 года.
В 2010 году Михаил выкупил убыточную торговую сеть «Техносила». В марте 2012 года, когда «Техносила» стала расплачиваться с долгами, продал её своим тогдашним партнёрам Александру Саганову и Александру Селиверстову.
В 2012 году Кокорич переехал в США, приобрёл в Маунтин-Вью (Калифорния) маленькую технологическую компанию аэрокосмической отрасли и переименовал её в Dauria. Тогда же он создал компанию с тем же названием в России.
Российская компания «Даурия Аэроспейс» занималась частными космическими разработками, создала несколько малых космических аппаратов (спутники), также занималась продажей комплектующих для спутников. Даурия Аэроспейс сотрудничала с Роскосмосом в рамках госзаказа на производство двух спутников стандарта CubeSat и универсального средства их размещения и отделения (пусковых контейнеров). Одной из первых российских частных организаций смогла запустить частные спутники на орбиту Земли.
Летом 2013 года Кокорич занял должность советника губернатора Забайкалья по вопросам инновационной политики.
В 2014 году сотрудничество Даурии Аэроспейс с Роскосмосом было прекращено, а в 2015 году Кокорич продал свою долю в компании.
В 2017 году М. Кокорич вместе с Львом Хасисом основал в США компанию Momentus Space, работающую в области космической логистики и транспортировки.
В начале 2021 Momentus Space попыталась выйти на биржу NASDAQ, но IPO Momentus Space было отложено из-за конфликта с американскими регуляторами: Михаил Кокорич и Лев Хасис имеют гражданство России, которая является «геополитическим соперником», и по закону США о национальной безопасности им запрещён доступ к технологиям, используемым Momentus, несмотря на то, что Кокорич является разработчиком большинства из них.
К августу 2021 года Кокорич продал свою долю в Momentus Space.
В конце 2021 года Кокорич владеет европейской компанией Destinus, разрабатывающей сверхскоростной воздушный транспорт.

### Кокорич и Momentus Space
В 2017 году Кокорич создал в США стартап компанию Momentus Space, которая занимается разработкой различных версий космических буксиров для микроспутников; при этом предлагается интересное техническое решение (за счёт плазменного двигателя и воды достигается эффективное использование топлива, его маленький расход, при этом дальность доставки сохраняется). 
Также компания занимается постройкой ракеты для применения в космосе, чтобы предоставлять сервис доставки грузов на орбиту (по словам Кокорича, Momentus Space подписала ряд писем о намерениях инвестировать в проект 400 млн долларов). 
О первых клиентах компания Momentus объявила в мае 2020 года; некоторые внесли предоплату, например, Сlyde Space и Deimos. В октябре 2020 года Momentus Space достигла инвестиционного соглашения со специализированной компанией по приобретению (Special-purpose acquisition company) Stable Road Acquisition Corp (SRAC) и подготовкой в IPO на NASDAQ, чем обрела известность.
Демонстрационные миссии были запланированы на 2020 год, а ключевые испытания — до 2022 года.
В январе 2021 года совет директоров зарегистрированного в США космического стартапа Momentus принял отставку Михаила Кокорича, гендиректора. Несмотря на то, что Кокорич является основателем и автором большинства изобретений Momentus, законодательство о национальной безопасности США запрещает ему доступ к разработкам компании, которые являются технологиями двойного назначения для применения в гражданской и военной сферах.
В июле 2021 года Комиссия по ценным бумагам и биржам США подала против Михаила Кокорича иск в суд с обвинениями в мошенничестве.

### Кокорич и Destinus
В 2021 году, после ухода с поста гендиректора Momentus Space, Кокорич переехал в Швейцарию, где основал компанию Destinus. Основатель компании Conny&Co Корнелиус Беш, ранее финансировавший Momentus Space, стал одним из первых инвесторов стартапа и вошёл в совет директоров компании.
Главный офис Destinus находится в Швейцарии, также несколько офисов есть в Германии, Испании и Франции. В октябре 2021 года в компании работали около 30 человек, к началу 2022 года уже более 50, среди которых бывшие сотрудники таких именитых компаний, как Boeing, Airbus, Rolls-Royse и другие. До конца года численность сотрудников планируется[обновить данные] увеличить до 100 человек.
В настоящее время[когда?] компания занимается созданием «гиперсамолета» или «гиперплана» под названием Jungfrau, который представляет собой гибрид двух летательных аппаратов: взлетает и приземляется он как самолет, а летит как ракета за пределами атмосферы на высоте 60 км при помощи реактивного двигателя. 
В начале 2022 года Destinus привлек 29 млн долларов. Инвесторами выступили венчурные фонды из Европы, Северной Америки, Латинской Америки и Азии, среди которых Conny & Co, Quiet Capital, One Way Ventures, Liquid2 Ventures, Cathexis Ventures, ACE & Company и другие. Эти средства будут направлены на разработку водородных реактивных и ракетных двигателей и дальнейшие испытания.
В январе 2024 года Кокорич отказался от российского гражданства в связи с «фундаментальным несогласием с вторжением России в Украину и политикой правительства Путина».

## Личная жизнь
Женат. Имеет двоих детей.